# UI adatkötés
Az UI adatkötés a számítógép-programozás egy programtervezési mintája, ami egyszerűsíti a grafikus felületek (GUI) fejlesztését. A felület elemeit összekapcsolja az alkalmazás tartománymodelljével. A legtöbb keretrendszer a figyelő programtervezési minta használatával hozza létre a kapcsolatot. A hatékony működéshez az UI adatkötésnek meg kell címkéznie a bemenet validálását és adattípus leképezését.
A korlátozott kontroll egy widget, aminek értékét összekapcsolják egy rekordhalmaz egy mezőjével, például egy táblázat egy sorával vagy oszlopával. Az adatok bármely változása a kontrollban automatikusan elmentődik az adatbázisba, amikor a kontroll kiváltja a megfelelő eseményt. 

## Keretrendszerek és eszközök

### Delphi
Az Embarcadero Delphihez:
- DSharp független adatkötési eszköz
- OpenWire vizuális élő kötés - független vizuális adatkötési eszköz

### Java
- JFace adatkötés
- JavaFX Property[1]

### .NET
- Windows Forms adatkötési áttekintés
- WPF adatkötési áttekintés
- Unity 3D adatkötési keretrendszer (elérhető NGUI, iGUI és EZGUI könyvtárakhoz)[forrás?]

### JavaScript
- AngularJS
- Backbone.js
- Ember.js
- Datum.js[2]
- knockout.js
- Meteor, a Blaze élő frissítés motorral[3]
- OpenUI5
- React
- Vue.js

## Fordítás
Ez a szócikk részben vagy egészben  az   UI data binding című angol Wikipédia-szócikk fordításán alapul.  Az eredeti cikk szerkesztőit annak laptörténete sorolja fel. Ez a jelzés csupán a megfogalmazás eredetét és a szerzői jogokat jelzi, nem szolgál a cikkben szereplő információk forrásmegjelöléseként.